# Comuna Matviivka, Sverdlovsk
Matviivka (în ucraineană Матвіївка) este o comună în raionul Sverdlovsk, regiunea Luhansk, Ucraina, formată din satele Antrakop, Ivașcenko, Matviivka (reședința), Rîtîkove și Utkîne.

## Demografie
Componența lingvistică a comunei Matviivka
     Rusă (55,82%)
     Ucraineană (40,35%)
Conform recensământului din 2001, majoritatea populației comunei Matviivka era vorbitoare de rusă (55,82%), existând în minoritate și vorbitori de ucraineană (40,35%).